# Гиновичі

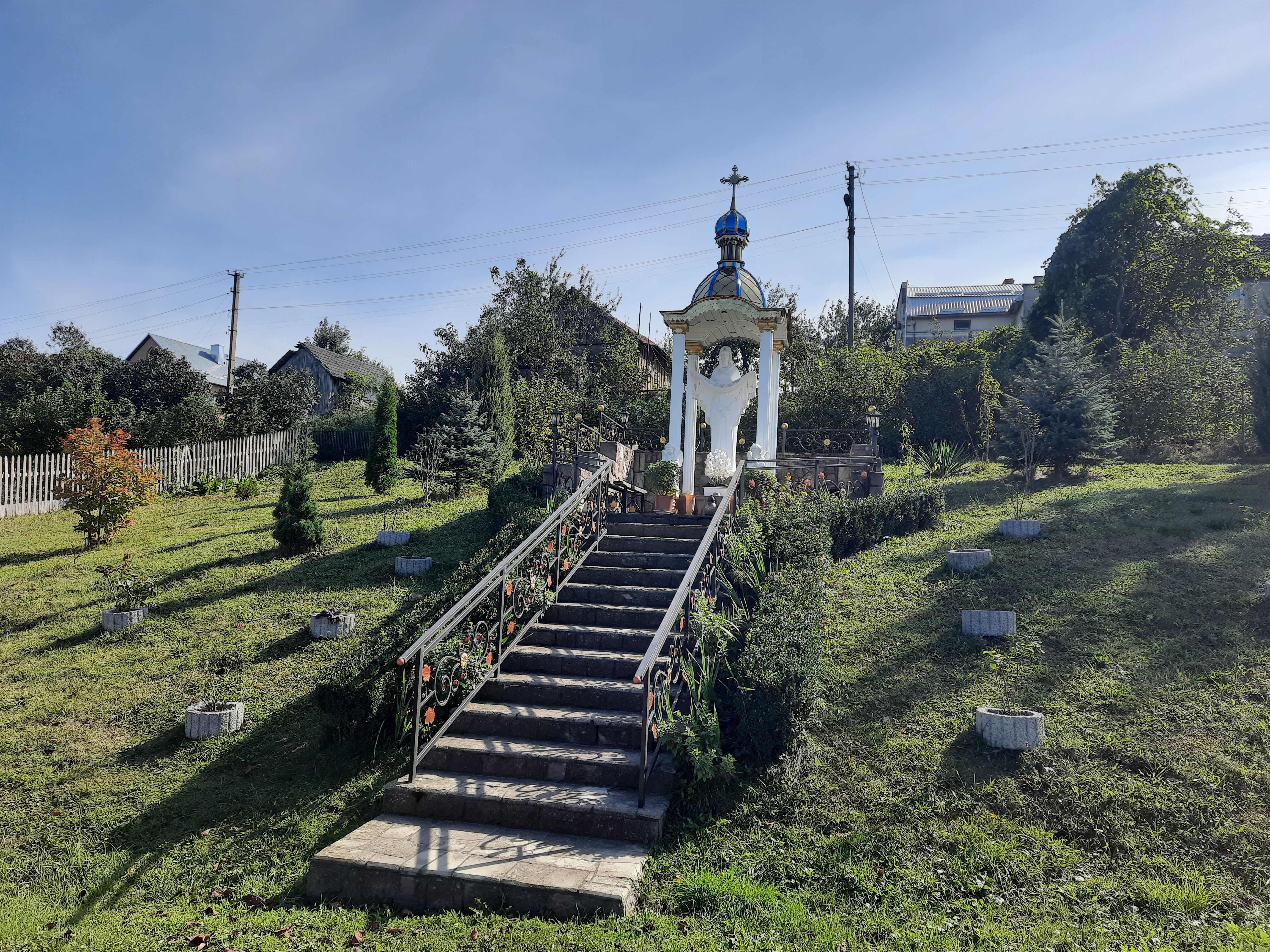
Статуя Божої Матері

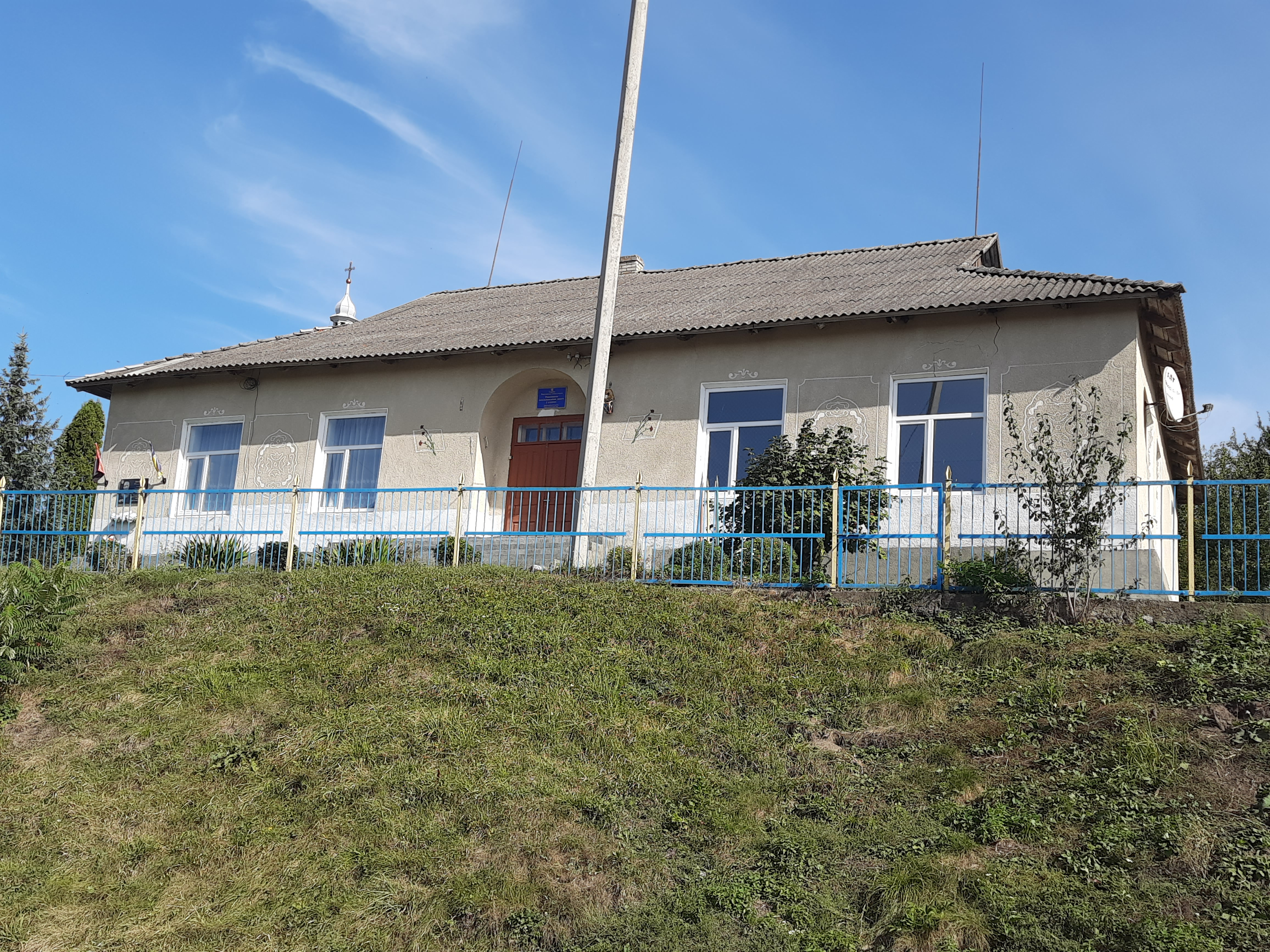
Школа

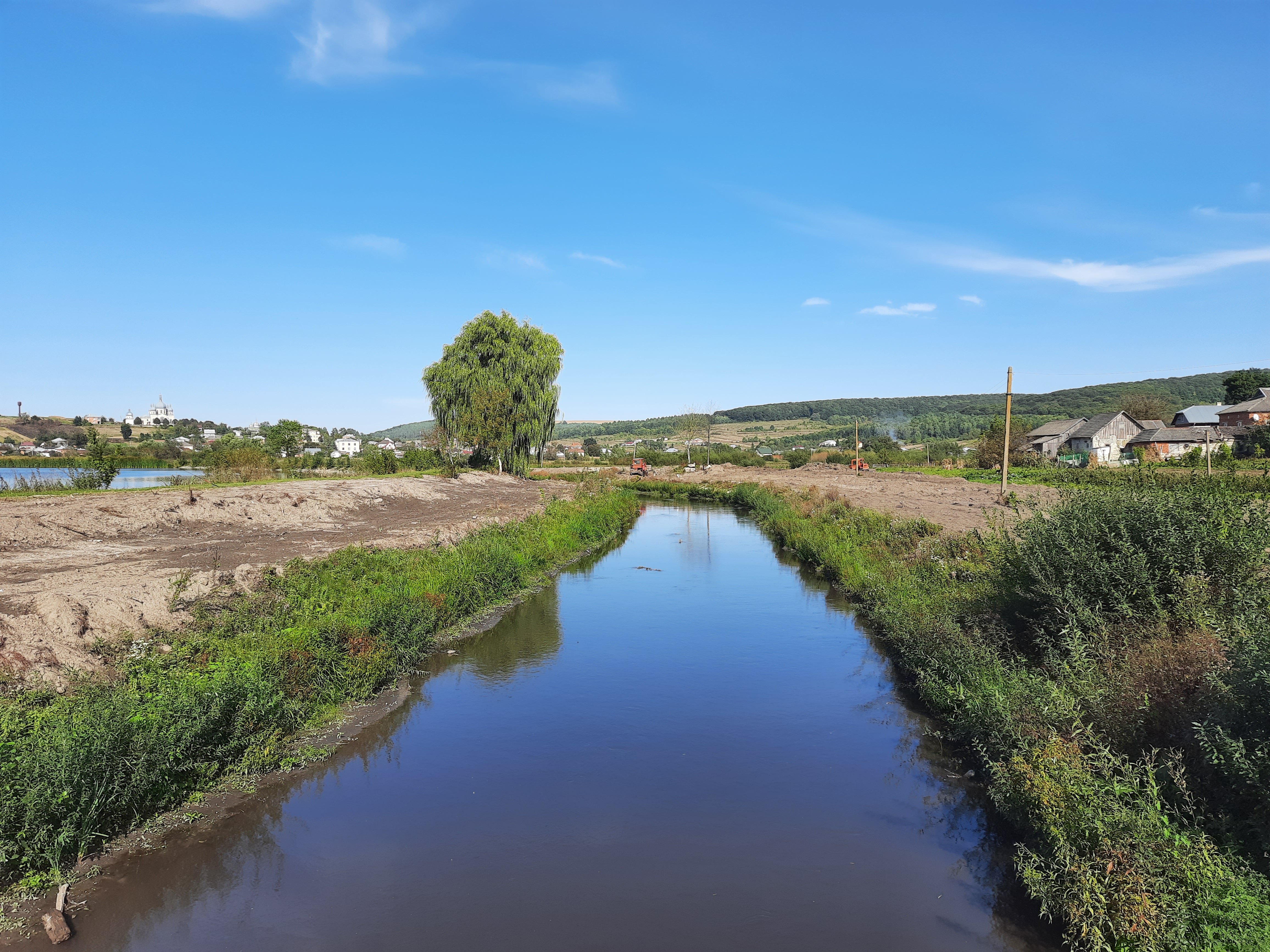
Річка Золота Липа біля села

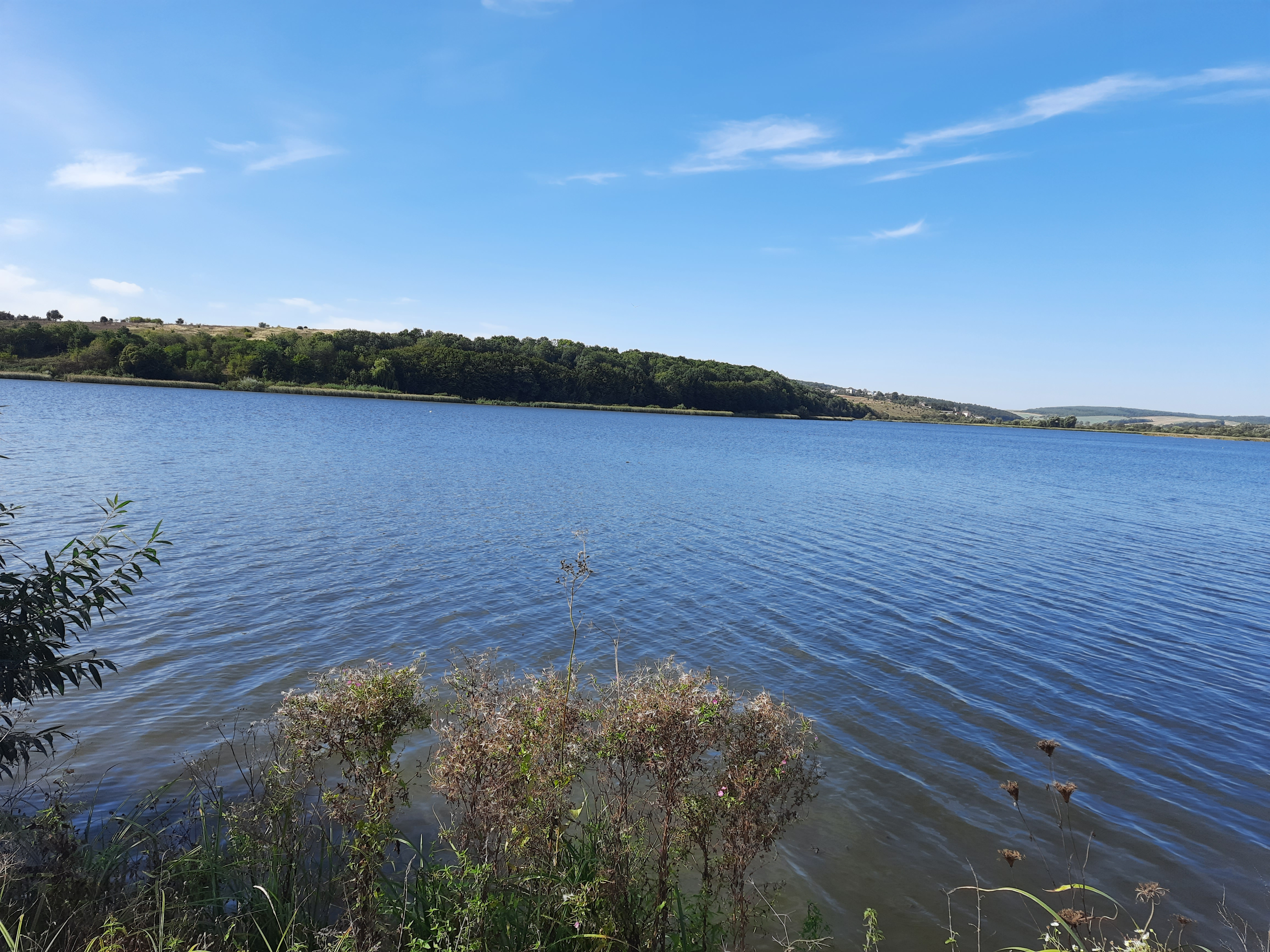
Став біля села

Гино́вичі — село в Україні, у Бережанській міській громаді Тернопільського району Тернопільської області.
Поштове відділення — Жуківське. До 2020 року підпорядковане Жуківській сільраді. До Гиновичів приєднано хутір Писарка. Межує на півдні з м. Бережани, на заході з с. Лапшин, на півночі з с. Жуків. 
Розташоване на лівому березі річки Золота Липа. Населення — 488 осіб (2001). Дворів — 130.

## Географія
У селі є 2 вулиці: Івана Франка та Лесі Українки.

### Клімат
Для села характерний помірно континентальний клімат. Гиновичі розташовані у «холодному Поділлі» — найхолоднішому регіоні Тернопільської області.
| Клімат Гинович            | Клімат Гинович | Клімат Гинович | Клімат Гинович | Клімат Гинович | Клімат Гинович | Клімат Гинович | Клімат Гинович | Клімат Гинович | Клімат Гинович | Клімат Гинович | Клімат Гинович | Клімат Гинович | Клімат Гинович |
| Показник                  | Січ.           | Лют.           | Бер.           | Квіт.          | Трав.          | Черв.          | Лип.           | Серп.          | Вер.           | Жовт.          | Лист.          | Груд.          | Рік            |
| Середній максимум, °C     | −1,3           | 0,1            | 5,0            | 13,1           | 19,1           | 22,3           | 23,6           | 23,0           | 18,7           | 12,8           | 5,7            | 0,8            | 11             |
| Середня температура, °C   | −4,2           | −2,8           | 1,4            | 8,3            | 13,7           | 17,0           | 18,3           | 17,6           | 13,6           | 8,3            | 2,8            | −1,7           | 7              |
| Середній мінімум, °C      | −7,1           | −5,6           | −2,2           | 3,5            | 8,4            | 11,7           | 13,1           | 12,2           | 8,6            | 3,9            | 0,0            | −4,1           | 3              |
| Норма опадів, мм          | 32             | 31             | 33             | 49             | 76             | 89             | 94             | 70             | 56             | 39             | 37             | 40             | 646            |
| ------------------------- | -------------- | -------------- | -------------- | -------------- | -------------- | -------------- | -------------- | -------------- | -------------- | -------------- | -------------- | -------------- | -------------- |
| Джерело: climate-data.org |                |                |                |                |                |                |                |                |                |                |                |                |                |

## Історія
Поблизу Гиновичів виявлено поселення трипільської культури і знахідки часів Київської Русі.
Перша писемна згадка — 1475 року.
У 1530—1583 роках Гиновичі — власність Сенявських.
1626 року внаслідок нападу татар село було зруйноване на 67 %. Власником маєтку в селі був дідич Бережан граф Станіслав Потоцький.
Діяли товариства «Просвіта» (від 1897), «Січ» (від 1908), «Луг», «Сільський господар», «Рідна школа», «Союз українок».
У 1909—1944 роках проходила залізниця Львів-Підгайці.
12 червня 2020 року, відповідно до розпорядження Кабінету Міністрів України № 724-р «Про визначення адміністративних центрів та затвердження територій територіальних громад Тернопільської області» увійшло до складу Бережанської міської громади.
19 липня 2020 року, в результаті адміністративно-територіальної реформи та ліквідації Бережанського району, село увійшло до складу Тернопільського району.

## Населення
Населення села в минулому:
| Рік  | Число осіб | Українців греко-католиків | Поляків та римо-католиків | Євреїв |
| ---- | ---------- | ------------------------- | ------------------------- | ------ |
| 1900 | 743        | 594                       | 124                       | 25     |
| 1939 | ▲ 820      | ▲ 660                     | ▲ 150                     | ▼ 10   |

### Мова
Розподіл населення за рідною мовою за даними перепису 2001 року:
| Мова       | Кількість | Відсоток |
| ---------- | --------- | -------- |
| українська | 488       | 100%     |

## Політика
Від 28 квітня 2012 року село належить до виборчого округу 165.

### Парламентські вибори, 2019
На позачергових парламентських виборах 2019 року у селі функціонувала окрема виборча дільниця № 610021, розташована у приміщенні народного дому.
Результати
- зареєстровано 336 виборців, явка 68,75%, найбільше голосів віддано за «Слугу народу» — 24,35%, за «Європейську Солідарність» — 23,48%, за Всеукраїнське об'єднання «Батьківщина» — 13,91%[9]. В одномандатному окрузі найбільше голосів отримав Іван Чайківський (самовисування) — 37,99%, за Тараса Юрика (Європейська Солідарність) — 21,83%, за Володимира Кісілевича (Слуга народу) — 17,47%[10].

## Пам'ятки і пам'ятники

Пам'ятник Тарасові Шевченку

Є церква Перенесення мощей Святого Миколая (1931; мурована, реставрована 1995), «фігура» Божої Матері (1990), «фігура» Ангела Хоронителя на честь 2000-ліття народження Ісуса Христа і 525-річчя заснування села (2000).
Споруджено пам'ятник Тарасу Шевченку (1999; скульптор В. Красновський), встановлено 2 хрести на честь скасування панщини, 5 хрестів на місці загибелі вояків УПА, пам'ятний знак на честь 2000-ліття від дня на честь проголошення незалежності України і 525-річчя заснування села Гиновичі.
Насипано могилу УСС, символічну могилу жертвам сталінських репресій (1989).
Пам'ятник Т. Шевченку
Щойновиявлена пам'ятка монументального мистецтва. Розташований біля школи.
Встановлений 1999 року. Скульптор — В. Красновський.
Пам'ятник виготовлений із бетону.
Постамент — 2,4 м; скульптура — 1,5 м, площа — 0,0020 га.

## Соціальна сфера
Діють загальноосвітня школа І ступеня, бібліотека.

## Відомі люди
У Гиновичах народилися:
- релігійний діяч, літератор отець І. Заверуха,
- Дмитро Мищишин (1984—2016) — молодший сержант, механік-водій механізованої роти військової частини В 4680.
- художник Я. Миколишин,
- доцент ТАНГ М. Федчишин,
- Недільський Василь Васильович (1982—2022) — молодший сержант Збройних сил України, учасник російсько-української війни.
- кандидат хімічних наук В. Федина,
- славіст, літературознавець Мар'ян Якубець.

### Січові стрільці
Січові стрільці-уродженці села Гиновичі:
- стрілець Штепановий Михайло (нар. 1895, 5 сотня)[13]

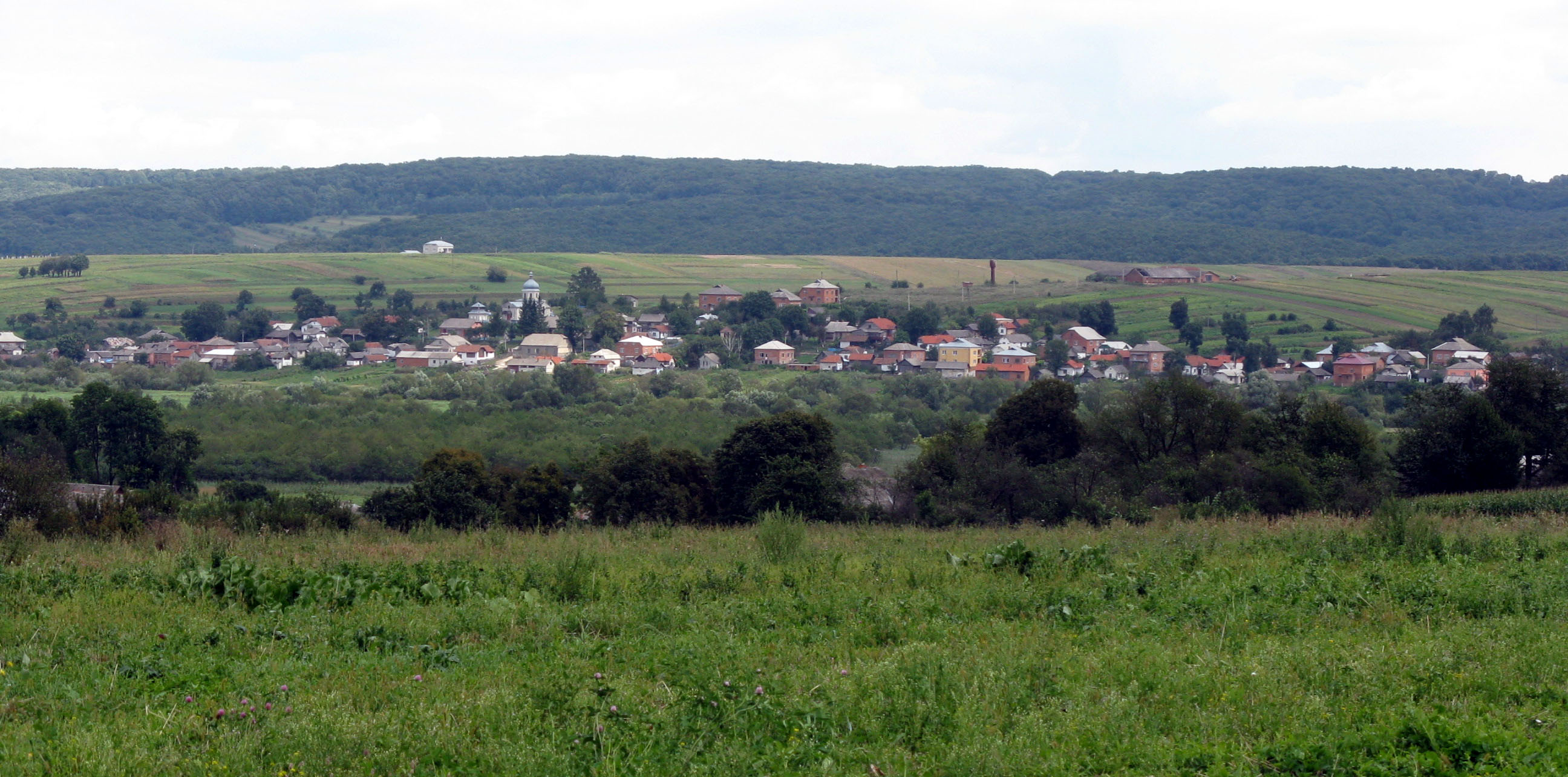
Панорама с. Гиновичі від Золотої Липи з пагорба с. Лапшин